# Chaetodon interruptus
Chaetodon interruptus är en fiskart som beskrevs av Ahl 1923. Chaetodon interruptus ingår i släktet Chaetodon och familjen Chaetodontidae. IUCN kategoriserar arten globalt som livskraftig. Inga underarter finns listade i Catalogue of Life.